# Prévonloup
Prévonloup – miejscowość i gmina (commune) w zachodniej Szwajcarii, w kantonie Vaud, w okręgu (district) Broye-Vully. 

## Demografia
W Prévonloup mieszka 215 osób. W 2021 roku 8,8% populacji gminy stanowiły osoby urodzone poza Szwajcarią. 

## Transport
Przez teren gminy przebiega droga główna nr 156. 